# Her Chum's Brother
Pour plus de détails, voir Fiche technique et Distribution.
Her Chum's Brother est un film américain de Sidney Olcott, réalisé en 1911 avec Gene Gauntier, Jack J. Clark et Robert G. Vignola dans les rôles principaux.

## Fiche technique
- Titre original : Her Chum's Brother
- Réalisateur : Sidney Olcott
- Photographie : George Hollister
- Société de production : Kalem Company
- Pays :  États-Unis
- Lieu de tournage : Jacksonville (Floride)
- Longueur : 980 pieds
- Date de sortie :
  -  États-Unis : 18 janvier 1911 (New York)

## Distribution
- Gene Gauntier
- Jack J. Clark
- Robert G. Vignola

## Anecdotes
Le film est tourné à Jacksonville en Floride.